# Самарське (Петропавлівська селищна громада)
Сама́рське — село в Україні, в Синельниківському районі Дніпропетровської області. Входить до складу Петропавлівської селищної громади. Населення становить 1094 особи.

## Географія
Село Самарське знаходиться на правому березі річки Бик в місці впадання в неї річки Самара, на протилежному березі — селище Петропавлівка. Через село проходить автомобільна дорога Т 0424.

## Археологія
У селі Самарське відкриті поселення і курганний могильник епохи пізньої бронзи.

## Історія

### Іванівка (Редут)
Засноване в 1777 році як село Іванівка на основі козацького зимівника.
Іванівка (Редут) була положена на правому березі річки Бичок при її впадінні у річку Бик.
На мапах 19 сторіччя село означено назвами Редут, або Іванівка.
За даними 1859 року Іванівка (Редут) була панським селом. Тут була 1 православна церква, ярмарок, 2 заводи, 42 подвірря, 231 мешканець.
В 1963 році перейменоване в село Самарське.

### Шерафатівка
Шерафатівка лежала на лівому березі річки Бичок при її впадінні у річку Бик, навпроти Іванівки.
За даними 1859 року Шерафетівка (Шерафатівка) була панським селом. 32 подвірря, 193 мешканців
До 2020 року орган місцевого самоврядування — Самарська сільська рада.
19 липня 2020 року, в результаті адміністративно-територіальної реформи та ліквідації  Петропавлівського району, село увійшло до складу новоутвореного Синельниківського району.

## Населення

### Мова
Розподіл населення за рідною мовою за даними перепису 2001 року:
| Мова       | Кількість | Відсоток |
| ---------- | --------- | -------- |
| українська | 1050      | 95.98%   |
| російська  | 42        | 3.84%    |
| білоруська | 1         | 0.09%    |
| гагаузька  | 1         | 0.09%    |
| Усього     | 1094      | 100%     |

## Об'єкти соціальної сфери

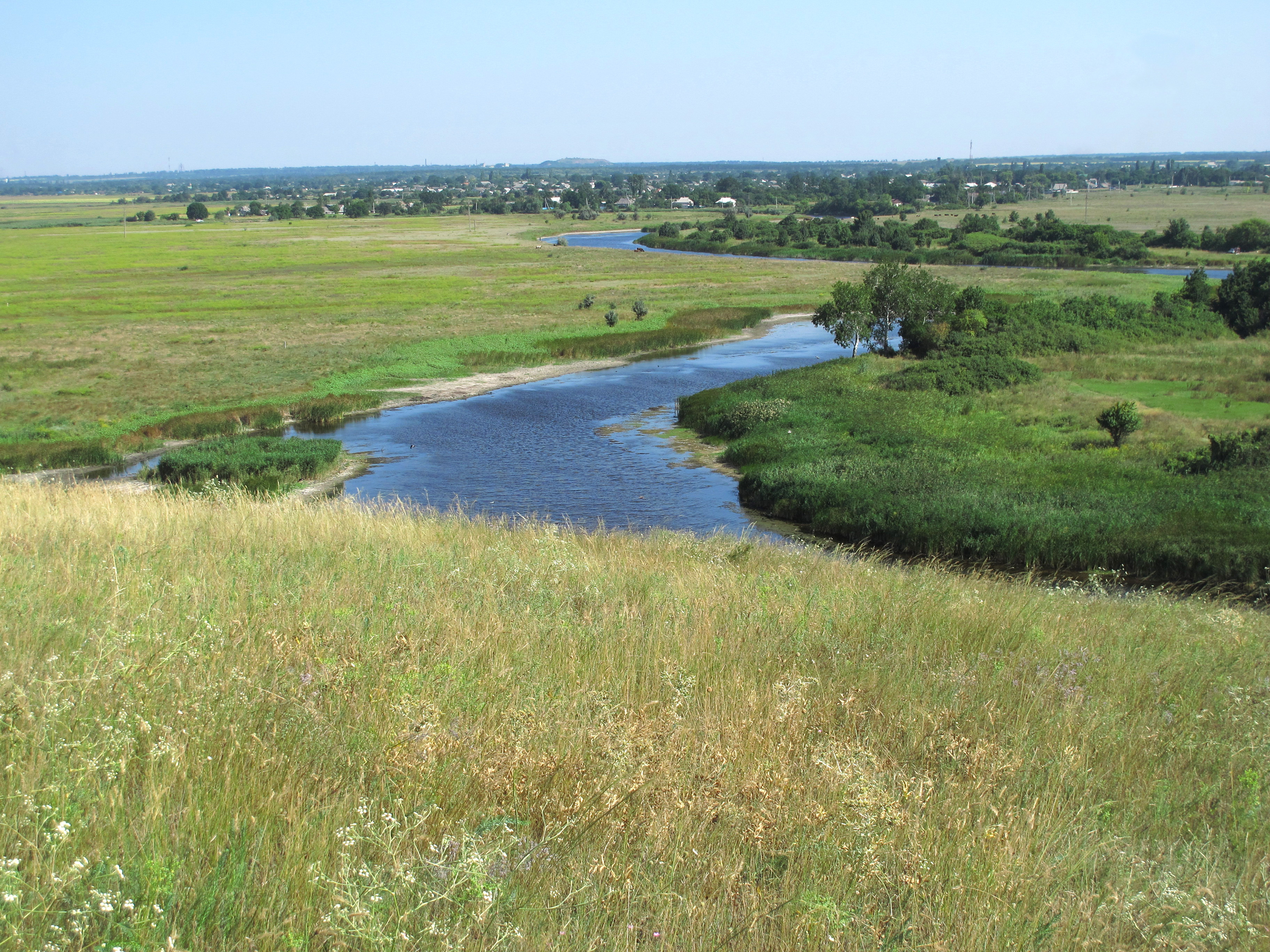
Річка Самара у заказнику "Петропавлівські лимани"

- Школа.
- Дитячий садочок.
- Фельдшерсько-акушерський пункт.

## Пам'ятки
Поблизу села розташований ландшафтний заказник загальнодержавного значення Петропавлівські лимани.